# Hereweg 31 (Groningen)

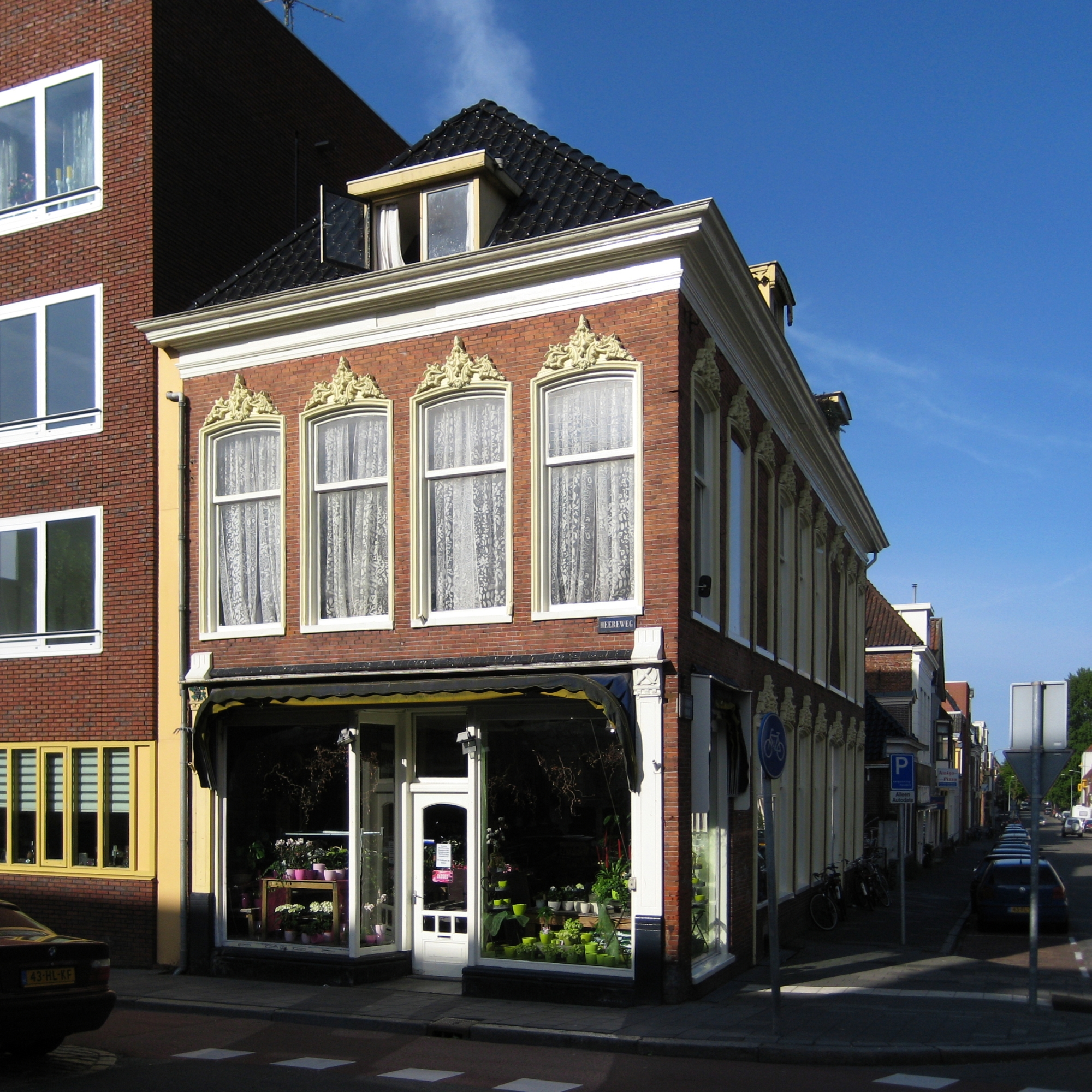
De voorgevel van Hereweg 31 (2010)

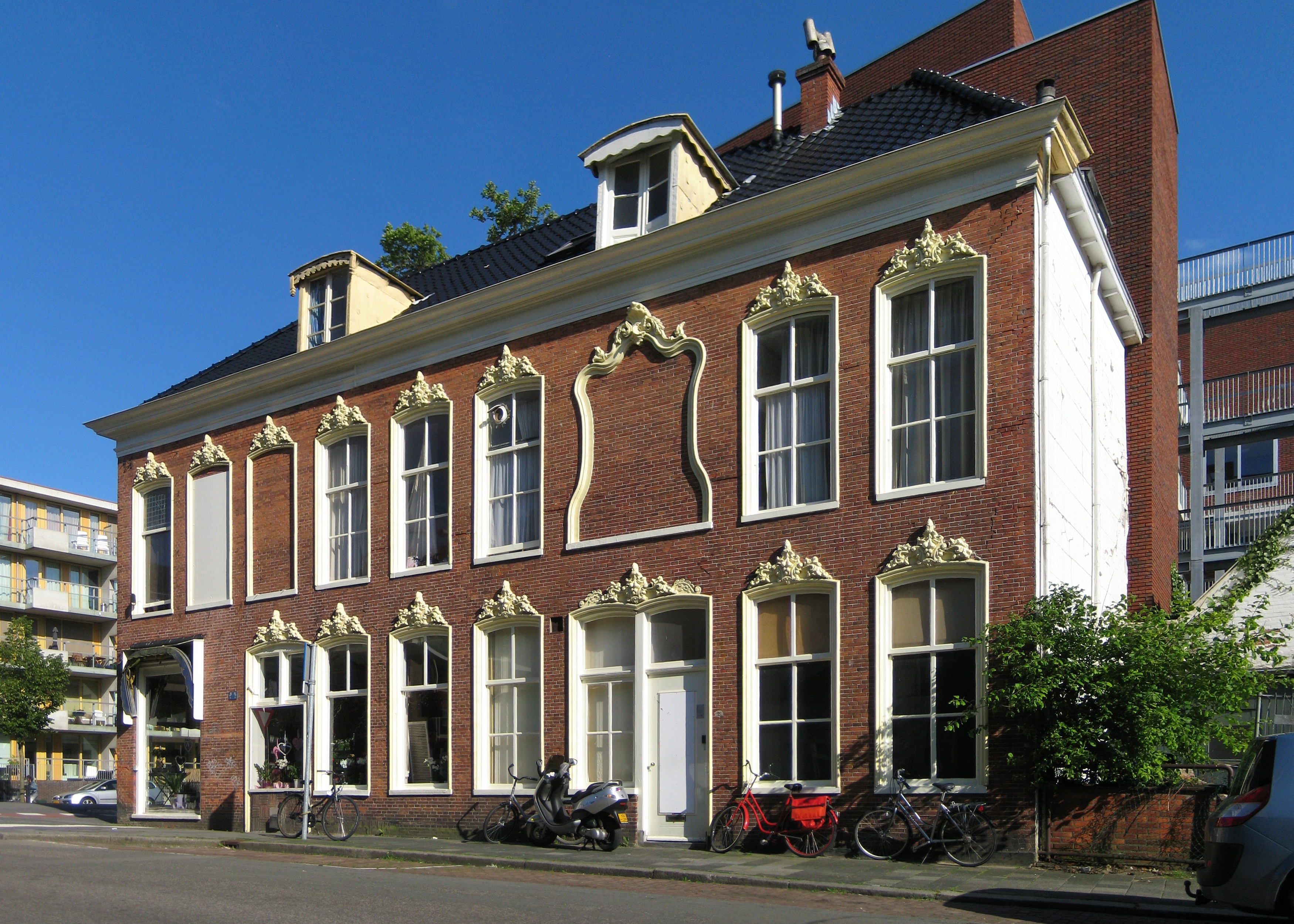
De zijgevel aan de Rabenhauptstraat (2011)

Het pand Hereweg 31 in de stad Groningen is een woon-winkelpand in een rijk gedecoreerde eclectische stijl, dat is aangewezen als rijksmonument.

## Beschrijving
Het pand, dat op de zuidelijke hoek van de Hereweg en de Rabenhauptstraat staat, werd in 1876 gebouwd. De architect is niet bekend. Het is gebouwd op een diepe, rechthoekige plattegrond en omvat twee bouwlagen onder een schilddak, dat is belegd met zwart geglazuurde verbeterde Hollandse pannen. De voor- en zijgevel zijn opgetrokken uit rode baksteen en worden beide gesloten door houten kroonlijsten, waarboven een geprofileerde bakgoot is aangebracht. Alle vensters worden gesloten door segmentbogen en hebben in stuc uitgevoerde lijsten, die zijn voorzien van uitbundig versierde kuiven. In de witgepleisterde achtergevel zijn schijnvoegen aangebracht.
In de vier traveeën brede voorgevel is in 1907 een symmetrische winkelpui in art-nouveaustijl geplaatst. Deze heeft een borstwering van hardsteen, waarin de tekst Comestibles en grutterschwaren is aangebracht. De pui wordt aan beide uiteinden gesloten door houten pilasters, waarvan de linker in de top is gedecoreerd met een druiventros en de rechter met een mes en een worst. De dakkapel boven de voorgevel is aangebracht in 1972, toen ook alle dakpannen door de huidige zijn vervangen. In de zijgevel, die negen traveeën breed is, hebben de meeste ramen nog de originele zesruitsroedenverdeling. Boven de ingang van de zijgevel, waarvan de deur is vernieuwd, is een extra brede kuif geplaatst. Daarboven bevindt zich een karakteristiek blind venster, dat is voorzien van gestuct in- en uitzwenkend lijstwerk. In het zijdakschild zijn twee gestucte dakkapellen aangebracht, die daklijsten met ajourwerk hebben.
Waardering
Het pand is aangewezen als rijksmonument, omdat het van belang wordt geacht "vanwege zijn architectuurhistorische waarde en de architectonische gaafheid van het exterieur" en omdat het "als hoekpand een opvallend element in zijn omgeving" is.